# Rinaldo Amorim
Rinaldo Luís Dias Amorim, noto semplicemente come Rinaldo Amorim (Jurema, 19 febbraio 1941 – Cabo de Santo Agostinho, 4 aprile 2023), è stato un calciatore brasiliano di ruolo centrocampista.

## Carriera

### Club
Dal 1960 al 1963 militò nel Naútico a Recife. L'anno successivo Amorim si trasferì al Palmeiras. Nel 1967 passò al Fluminense e quindi all'Auto Esporte-PB e al Treze. Nel 1971 si trasferì a Coritiba e l'anno successivo concluse la sua carriera con União Barbarense.

### Nazionale
In totale, Amorim ha giocato 11 partite e realizzato 5 reti con la selezione brasiliana. Inoltre, fu capocannoniere della Taça das Nações.

## Palmarès
- Campionato Pernambucano: 1

Nautico: 1960
- Campionato paulista: 1

Palmeiras: 1966
- Torneo Rio-San Paolo: 1

Palmeiras: 1965
- Torneo Roberto Gomes Pedrosa: 1

Palmeiras: 1967
- Taça Brasil: 1

Palmeiras: 1967